# Gewichtheffen op de Olympische Zomerspelen 1972

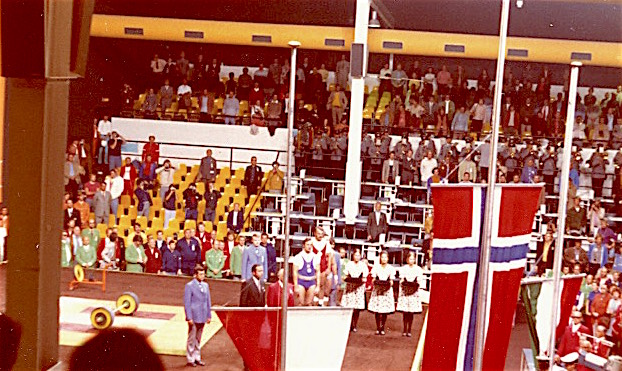
De winnaars van het lichtzwaargewicht

Gewichtheffen is een van de sporten die beoefend werden tijdens de Olympische Zomerspelen 1972 in München.
De wedstrijden vormden tegelijkertijd de Wereldkampioenschappen gewichtheffen van dat jaar.

## Heren

### vlieggewicht (tot 52 kg)
| rang   | sporter(s)         | land | drukken  | trekken  | stoten   | totaal   |
| ------ | ------------------ | ---- | -------- | -------- | -------- | -------- |
| Goud   | Zygmunt Smalcerz   | POL  | 112.5 kg | 100.0 kg | 125.0 kg | 337.5 kg |
| Zilver | Lajos Szűcs        | HUN  | 107.5 kg | 95.0 kg  | 127.5 kg | 330.0 kg |
| Brons  | Sándor Holczreiter | HUN  | 112.5 kg | 92.5 kg  | 122.5 kg | 327.5 kg |
| 4      | Tetsuhide Sasaki   | JPN  | 105.0 kg | 97.5 kg  | 120.0 kg | 322.5 kg |
| 5      | Aung Gyi           | BIR  | 95.0 kg  | 105.0 kg | 120.0 kg | 320.0 kg |
| 6      | Pak Dong-geun      | PRK  | 97.5 kg  | 90.0 kg  | 130.0 kg | 317.5 kg |
| 7      | Chaiya Sukchinda   | THA  | 100.0 kg | 92.5 kg  | 120.0 kg | 312.5 kg |
| 8      | Ion Hortopan       | ROU  | 97.5 kg  | 95.0 kg  | 117.5 kg | 310.0 kg |

### bantamgewicht (tot 56 kg)
| rang   | sporter(s)        | land | drukken  | trekken  | stoten   | totaal   |
| ------ | ----------------- | ---- | -------- | -------- | -------- | -------- |
| Goud   | Imre Földi        | HUN  | 127.5 kg | 107.5 kg | 142.5 kg | 377.5 kg |
| Zilver | Mohammad Nassiri  | IRI  | 127.5 kg | 100.0 kg | 142.5 kg | 370.0 kg |
| Brons  | Gennadi Tsjetin   | URS  | 120.0 kg | 107.5 kg | 140.0 kg | 367.5 kg |
| 4      | Henryk Trębicki   | POL  | 122.5 kg | 107.5 kg | 135.0 kg | 365.0 kg |
| 5      | Atanas Kirov      | BUL  | 117.5 kg | 105.0 kg | 140.0 kg | 362.5 kg |
| 6      | George Vasiliades | AUS  | 115.0 kg | 102.5 kg | 137.5 kg | 355.0 kg |
| 7      | Hiroshi Ono       | JPN  | 115.0 kg | 105.0 kg | 135.0 kg | 355.0 kg |
| 8      | Georgi Todorov    | BUL  | 110.0 kg | 100.0 kg | 140.0 kg | 350.0 kg |

### vedergewicht (tot 60 kg)
| rang   | sporter(s)       | land | drukken  | trekken  | stoten   | totaal   |
| ------ | ---------------- | ---- | -------- | -------- | -------- | -------- |
| Goud   | Norair Noerikjan | BUL  | 127.5 kg | 117.5 kg | 157.5 kg | 402.5 kg |
| Zilver | Dito Sjanidze    | URS  | 127.5 kg | 120.0 kg | 152.5 kg | 400.0 kg |
| Brons  | János Benedek    | HUN  | 125.0 kg | 120.0 kg | 145.0 kg | 390.0 kg |
| 4      | Yoshinobu Miyake | JPN  | 120.0 kg | 120.0 kg | 145.0 kg | 385.0 kg |
| 5      | Kurt Pittner     | AUT  | 125.0 kg | 112.5 kg | 145.0 kg | 382.5 kg |
| 6      | Rolando Chang    | CUB  | 120.0 kg | 115.0 kg | 142.5 kg | 377.5 kg |
| 7      | Mieczysław Nowak | POL  | 120.0 kg | 110.0 kg | 145.0 kg | 375.0 kg |
| 8      | Peppino Tanti    | ITA  | 120.0 kg | 107.5 kg | 140.0 kg | 367.5 kg |

### lichtgewicht (tot 67.5 kg)
| rang   | sporter(s)           | land | drukken  | trekken  | stoten   | totaal   |
| ------ | -------------------- | ---- | -------- | -------- | -------- | -------- |
| Goud   | Moecharby Kirzjinov  | URS  | 147.5 kg | 135.0 kg | 177.5 kg | 460.0 kg |
| Zilver | Mladen Koetsjev      | BUL  | 157.5 kg | 125.0 kg | 167.5 kg | 450.0 kg |
| Brons  | Zbigniew Kaczmarek   | POL  | 145.0 kg | 125.0 kg | 167.5 kg | 437.5 kg |
| 4      | Waldemar Baszanowski | POL  | 142.5 kg | 130.0 kg | 162.5 kg | 435.0 kg |
| 5      | Nasrollah Dehnavi    | IRI  | 150.0 kg | 125.0 kg | 160.0 kg | 435.0 kg |
| 6      | Jenő Ambrózi         | HUN  | 142.5 kg | 120.0 kg | 165.0 kg | 427.5 kg |
| 7      | Won Shin-hee         | KOR  | 132.5 kg | 130.0 kg | 165.0 kg | 427.5 kg |
| 8      | Masao Kato           | JPN  | 140.0 kg | 120.0 kg | 165.0 kg | 425.0 kg |

### middengewicht (tot 75 kg)
| rang   | sporter(s)        | land | drukken  | trekken  | stoten   | totaal   |
| ------ | ----------------- | ---- | -------- | -------- | -------- | -------- |
| Goud   | Jordan Bikov      | BUL  | 160.0 kg | 140.0 kg | 185.0 kg | 485.0 kg |
| Zilver | Mohamed Trabulsi  | LIB  | 160.0 kg | 140.0 kg | 172.5 kg | 472.5 kg |
| Brons  | Anselmo Silvino   | ITA  | 155.0 kg | 140.0 kg | 175.0 kg | 470.0 kg |
| 4      | Ondrej Hekel      | TCH  | 150.0 kg | 142.5 kg | 170.0 kg | 462.5 kg |
| 5      | Franklin Zielecke | GDR  | 150.0 kg | 140.0 kg | 170.0 kg | 460.0 kg |
| 6      | Gábor Szarvas     | HUN  | 150.0 kg | 135.0 kg | 175.0 kg | 460.0 kg |
| 7      | András Stark      | HUN  | 152.5 kg | 137.5 kg | 170.0 kg | 460.0 kg |
| 8      | Russell Knipp     | USA  | 160.0 kg | 127.5 kg | 170.0 kg | 457.5 kg |

### lichtzwaargewicht (tot 82.5 kg)
| rang   | sporter(s)         | land | drukken  | trekken  | stoten   | totaal   |
| ------ | ------------------ | ---- | -------- | -------- | -------- | -------- |
| Goud   | Leif Jenssen       | NOR  | 172.5 kg | 150.0 kg | 185.0 kg | 507.5 kg |
| Zilver | Norbert Ozimek     | POL  | 165.0 kg | 145.0 kg | 187.5 kg | 497.5 kg |
| Brons  | György Horvath     | HUN  | 160.0 kg | 142.5 kg | 192.5 kg | 495.0 kg |
| 4      | Bernhard Radtke    | GDR  | 162.5 kg | 145.0 kg | 185.0 kg | 492.5 kg |
| 5      | Christos Iakovou   | GRE  | 170.0 kg | 137.5 kg | 182.5 kg | 490.0 kg |
| 6      | Kaarlo Kangasniemi | FIN  | 150.0 kg | 145.0 kg | 185.0 kg | 480.0 kg |
| 7      | Rolf Milser        | FRG  | 165.0 kg | 132.5 kg | 180.0 kg | 477.5 kg |
| 8      | Juhani Avellan     | FIN  | 140.0 kg | 145.0 kg | 182.5 kg | 467.5 kg |

### middenzwaargewicht (tot 90 kg)
| rang   | sporter(s)        | land | drukken  | trekken  | stoten   | totaal   |
| ------ | ----------------- | ---- | -------- | -------- | -------- | -------- |
| Goud   | Andon Nikolov     | BUL  | 180.0 kg | 155.0 kg | 190.0 kg | 525.0 kg |
| Zilver | Atanas Sjopov     | BUL  | 180.0 kg | 145.0 kg | 192.5 kg | 517.5 kg |
| Brons  | Hans Bettembourg  | SWE  | 182.5 kg | 145.0 kg | 185.0 kg | 512.5 kg |
| 4      | Philip Grippaldi  | USA  | 170.0 kg | 140.0 kg | 195.0 kg | 505.0 kg |
| 5      | Patrick Holbrook  | USA  | 162.5 kg | 145.0 kg | 197.5 kg | 505.0 kg |
| 6      | Nicolo Ciancio    | AUS  | 170.0 kg | 145.0 kg | 190.0 kg | 505.0 kg |
| 7      | Juan Curbelo      | CUB  | 172.5 kg | 140.0 kg | 182.5 kg | 495.0 kg |
| 8      | Jaakko Kailajärvi | FIN  | 150.0 kg | 150.0 kg | 187.5 kg | 487.5 kg |

### zwaargewicht (tot 110 kg)
| rang   | sporter(s)          | land | drukken  | trekken  | stoten   | totaal   |
| ------ | ------------------- | ---- | -------- | -------- | -------- | -------- |
| Goud   | Jaan Talts          | URS  | 210.0 kg | 165.0 kg | 205.0 kg | 580.0 kg |
| Zilver | Aleksandr Kraitsjev | BUL  | 197.5 kg | 162.5 kg | 202.5 kg | 562.5 kg |
| Brons  | Stefan Grützner     | GDR  | 185.0 kg | 162.5 kg | 207.5 kg | 555.0 kg |
| 4      | Helmut Losch        | GDR  | 190.0 kg | 152.5 kg | 205.0 kg | 547.5 kg |
| 5      | Roberto Vezzani     | ITA  | 192.5 kg | 147.5 kg | 205.0 kg | 545.0 kg |
| 6      | János Hanzlik       | HUN  | 190.0 kg | 157.5 kg | 195.0 kg | 542.5 kg |
| 7      | Kauko Kangasniemi   | FIN  | 175.0 kg | 165.0 kg | 197.5 kg | 537.5 kg |
| 8      | Rainer Dörrzapf     | FRG  | 170.0 kg | 165.0 kg | 187.5 kg | 522.5 kg |

### superzwaargewicht (boven 110 kg)
| rang   | sporter(s)         | land | drukken  | trekken  | stoten   | totaal   |
| ------ | ------------------ | ---- | -------- | -------- | -------- | -------- |
| Goud   | Vasili Aleksejev   | URS  | 235.0 kg | 175.0 kg | 230.0 kg | 640.0 kg |
| Zilver | Rudolf Mang        | FRG  | 225.0 kg | 170.0 kg | 215.0 kg | 610.0 kg |
| Brons  | Gerd Bonk          | GDR  | 200.0 kg | 155.0 kg | 217.5 kg | 572.5 kg |
| 4      | Jouko Leppä        | FIN  | 205.0 kg | 157.5 kg | 210.0 kg | 572.5 kg |
| 5      | Manfred Rieger     | GDR  | 190.0 kg | 162.5 kg | 205.0 kg | 557.5 kg |
| 6      | Petr Pavlásek      | TCH  | 192.5 kg | 165.0 kg | 200.0 kg | 557.5 kg |
| 7      | Kalevi Lahdenranta | FIN  | 190.0 kg | 165.0 kg | 200.0 kg | 555.0 kg |
| 8      | Fernando Bernal    | CUB  | 190.0 kg | 147.5 kg | 207.5 kg | 545.0 kg |

## Medaillespiegel
| rang   | land                     | goud | zilver | brons | totaal |
| ------ | ------------------------ | ---- | ------ | ----- | ------ |
| 1      | Bulgarije                | 3    | 3      | 0     | 6      |
| 2      | Sovjet-Unie              | 3    | 1      | 1     | 5      |
| 3      | Hongarije                | 1    | 1      | 3     | 5      |
| 4      | Polen                    | 1    | 1      | 1     | 3      |
| 5      | Noorwegen                | 1    | 0      | 0     | 1      |
| 6      | Iran                     | 0    | 1      | 0     | 1      |
| 6      | Libanon                  | 0    | 1      | 0     | 1      |
| 6      | Bondsrepubliek Duitsland | 0    | 1      | 0     | 1      |
| 9      | DDR                      | 0    | 0      | 2     | 2      |
| 10     | Italië                   | 0    | 0      | 1     | 1      |
| 10     | Zweden                   | 0    | 0      | 1     | 1      |
| totaal | totaal                   | 9    | 9      | 9     | 27     |

Athene 1896 · 
St. Louis 1904 · 
Antwerpen 1920 · 
Parijs 1924 · 
Amsterdam 1928 · 
Los Angeles 1932 · 
Berlijn 1936 · 
Londen 1948 · 
Helsinki 1952 · 
Melbourne 1956 · 
Rome 1960 · 
Tokio 1964 · 
Mexico-stad 1968 · 
München 1972 · 
Montréal 1976 · 
Moskou 1980 · 
Los Angeles 1984 · 
Seoel 1988 · 
Barcelona 1992 · 
Atlanta 1996 · 
Sydney 2000 · 
Athene 2004 · 
Peking 2008 · 
Londen 2012 · 
Rio de Janeiro 2016 · 
Tokio 2020 · 
Parijs 2024 · 
Los Angeles 2028 
Medaillewinnaars
Atletiek · Badminton (demonstratie) · Basketbal · Boksen · Boogschieten · Gewichtheffen · Handbal · Hockey · Judo · Kanovaren · Moderne vijfkamp · Paardensport · Roeien · Schermen · Schietsport · Schoonspringen · Turnen · Voetbal · Volleybal · Waterpolo · Waterskiën (demonstratie) · Wielersport · Worstelen · Zeilen · Zwemmen